# Першино (Лычёвская волость)
Першино — деревня в Великолукском районе Псковской области России. Входит в состав сельского поселения «Лычёвская волость».
Расположена в 12 км к югу от центра города Великие Луки и в 2 км к югу от деревни Дубрава-2.

## Население
Численность населения по оценке на 2000 год составляла 17 жителей, на 2010 год — 24 жителя.